# Perumbavoor

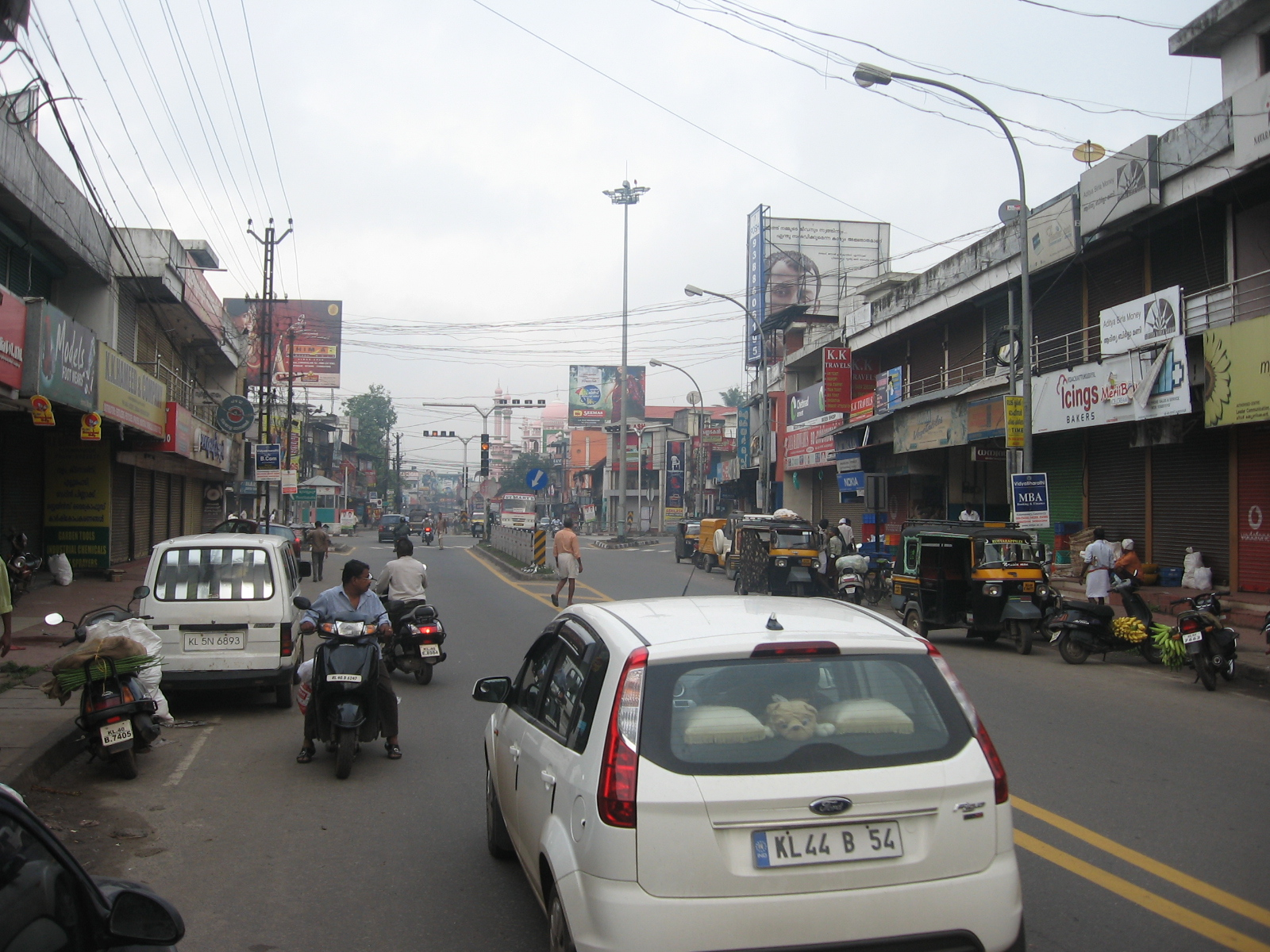
Perumbavoor Kalady Junction

Perumbavoor (Malayalam പെരുമ്പാവൂർ) ist ein historischer Ort am Ufer des Periyar (Poorna River) im Distrikt Ernakulam im indischen Bundesstaat Kerala. Es liegt an der nordöstlichen Spitze des Großraums Cochin und ist auch das Hauptquartier des Taluks Kunnathunad. Perumbavoor ist im Bundesstaat für seine Holz- und Kleinindustrie bekannt. Ernakulam liegt 30 km südwestlich von Perumbavoor. Die Stadt liegt zwischen Angamaly und Muvattupuzha an der Main Central Road (MC), die Thiruvananthapuram über den alten Travancore-Teil von Kerala mit Angamaly verbindet. Perumbavoor liegt am Ufer der Flüsse Periyar und Muvattupuzha.
Perumbavoor hat viele Einwanderer aus anderen Teilen Indiens, darunter Westbengalen, Orissa und Uttar Pradesh. Die meisten arbeiten in der Sperrholzindustrie oder anderen Industrien. Tamilen, Assamesen und Nepalesen haben jeweils eigene Wohnsiedlungen.
Die Landesregierung und die Greater Cochin Development Authority (GCDA) planen, Angamaly, Perumbavoor, Piravom und Kolenchery im Distrikt Ernakulam; Mala und Kodungallur im Distrikt Thrissur; Thalayolaparambu und Vaikom in Kottayam und Cherthala im Distrikt Alappuzha innerhalb der Metropolgrenzen von Kochi aufzunehmen. Die neu gebildete Metropole würde einer neuen Behörde namens Kochi Metropolitan Regional Development Authority unterstellt.